# Il complicato mondo di Nathalie
Il complicato mondo di Nathalie (Jalouse) è un film del 2017 diretto da David Foenkinos e Stéphane Foenkinos.
Il film, sceneggiato dagli stessi due fratelli registi, ha per protagonista Karin Viard e vede l'esordio cinematografico di Dara Tombroff, ex ballerina dell'Opera di Bordeaux.

## Trama
Sull'orlo di una crisi di nervi, Nathalie, professoressa di francese, divorziata e madre della diciottenne Mathilde, comincia a rovinare tutto ciò che la circonda.
Il suo bersaglio iniziale è l'ex marito Jean-Pierre, che ha trovato una nuova compagna, giovane e un po' ignorante, ma estremamente sensibile e attenta. Nathalie è irresistibilmente gelosa e non ne fa mistero. Quindi si rivolge in modo acido nei confronti dell'amica di sempre Sophie, mentre della figlia, promessa della danza classica, non sopporta il fidanzato Felix, o forse solo il fatto che sia fidanzata...
L'incontro con un uomo, Sébastien, che si innamora subito di lei, sembra la premessa per una bella storia, ma anche in questo caso è capace di rovinare tutto.
L'arrivo nella sua scuola di una giovane insegnante con iniziative e personalità mina definitivamente la sua psiche, facendola rendere insopportabile con i colleghi e con il preside. 
Alla vigilia di un provino importantissimo di Mathilde, Nathalie le prepara un'insalata condita con olio di noci. La ragazza ha una reazione allergica terribile che la porta in fin di vita, per la sua nota intolleranza alla frutta secca. La madre non ha fatto apposta ad avvelenare la figlia, sebbene non tutti ne siano convinti, ma questo è il segno che il suo esaurimento nervoso è arrivato ad un limite.
La donna accetta finalmente di curarsi e prende una sospensione dalla scuola. Il riposo le giova facendola tornare pienamente in sé. Dall'amica agli studenti, tutti la riabbracciano dopo averne visto gli sforzi. La figlia Mathilde si ripresenta al provino che aveva mancato, venendo scartata. Nathalie, che ha assistito a tutto, ha un nuovo scatto di nervi, ma stavolta è solo per difendere la figlia che, comunque, svela di non voler continuare la carriera di ballerina ma di volersi dare all'insegnamento.
In fine Nathalie riavvicina Sébastien che, nonostante tutto, le accorda una nuova chance, così che lei può intravedere un futuro davvero diverso.

## Riconoscimenti
- Premio César 2018
  - Candidatura a miglior attrice a Karin Viard